# Belostomatinae
Sous-famille
Les Belostomatinae sont une sous-famille d'insectes hétéroptères (punaises) de la famille des Belostomatidae (Nepomorpha).

## Description
Ovales à elliptiques, brunâtres et aplatis, aux pattes avant ravisseuses et aux pattes arrière natatoires, les Belostomatinae se distinguent des autres Belostomatidae par le fait que le premier segment du rostre est plus long que large (il est plus court que large chez les Lethocerinae et chez Horvathinia), et de longueur presque égale à celle du 2e segment; les sternites abdominaux 5 et 6 ne sont pas subdivisés latéralement par un pli ressemblant à une suture; quant aux spiracles abdominaux, ils sont au centre des latérotergites ventraux, et non vers leur marge interne. Les tarses antérieurs ont 2 segments (chez les Belostomatini) ou 3 (chez les Diplonychini), et, chez ces derniers, la pubescence du 4e latérotergite ventral n'atteint pas les marges externes, alors que c'est le cas chez Hydrocyrius et chez Limnogeton (Horvathiniinae). Le processus respiratoire situé à l'apex de l'abdomen est relativement court.

## Répartition
Les Belostomatinae ont une répartition séparée : les membres de la tribu des Belostomatini se rencontrent dans le Nouveau Monde, y compris les îles antillaises. Quant aux deux genres de la tribu des Diplonychini, on les rencontre de l'Afrique à l'Asie du Sud-Est et jusqu'en Australie (pour le genre Diplonychus).

## Biologie

### Alimentation
Les Belostomatinae se nourrissent d'invertébrés (arthropodes aquatiques, escargots aquatiques), au contraire des Lethocerinae qui se nourrissent de vertébrés. En effet, leur salive ne contient pas d'enzymes capables de digérer de la chair riche en protéines comme celle des vertébrés. Parmi ces proies, tant les escargots que des moustiques sont des véhicules de maladies, ce qui fait des Belostomatinae des auxiliaires précieux en matière de santé. 

### Reproduction et soins parentaux
Les Belostomatidae sont connus pour les soins parentaux apportés par les mâles. Alors que les Lethocerinae pondent leurs œufs dans la végétation émergeant de la surface de l'eau, où les mâles les surveillent et les protègent, les Belostomatinae ont développé une technique différente: les femelles pondent directement sur le dos des mâles. Le rôle de ceux-ci sera de maintenir de bonnes conditions d'humidité et d'oxygénation, et de les protéger contre les prédateurs. Au vu du coût occasionné par ces soins, en termes de capacité de recherche de nourriture, de mobilité et de longévité, il arrive que les mâles se débarrassent des œufs. Ces abandons sont plus fréquents en cas de petites pontes, de conditions atmosphériques froides, ou en l'absence de femelle à proximité. Des accouplements répétés ont lieu pendant la ponte, ce qui semble avoir pour fonction, pour le mâle, d'améliorer son taux de paternité des œufs portés. Une étude sur des Appasus major récoltés sur le terrain a montré que le taux de paternité du mâle porteur atteignait 71%. 
Selon une hypothèse, l'augmentation de la taille de ces punaises seraient en lien avec ce comportement : l'augmentation de la taille des punaises leur permet d'attraper des proies de plus grande taille, leur offrant des niches écologiques nouvelles. Mais à cette occasions, les œufs ont également augmenté de taille. Ce faisant, le ratio de leur surface/volume a diminué, entravant les échanges gazeux dans le milieu aquatique. Les femelles auraient alors commencé  à les pondre sur les végétaux ou sur le dos des mâles. Une autre hypothèse pose que les soins parentaux par le mâle auraient été maintenus sous la pression de la compétition sexuelle.

## Systématique
Lauck et Menke ont déterminé trois sous-familles au sein des Belostomatidae, une distinction reprise par les chercheurs suivants tels que Mahner en 1993, puis Ribeiro et al. en 2018 : les Lethocerinae, le groupe basal, le plus proche des Nepidae, les Horvathiniinae et les Belostomatinae, qui semblent être le groupe qui a le plus divergé, et qui est de loin le plus diversifié, avec près des trois-quarts des espèces de la famille. 
Lors de leur analyse approfondie de la famille, Ribeiro et al. ont alors proposé de distinguer au sein de cette sous-famille deux tribus, sur la base de caractères morphologiques et moléculaires: les Belostomatini d'une part, avec 3 genres du Nouveau-Monde (Abedus, Belostoma et Weberiella), et les Diplonychini d'autre part, avec 2 genres de l'Ancien Monde, Appasus et Diplonychus, d'Afrique, d'Asie, et, pour le dernier également d'Australie. Par ailleurs, ils ont retiré des Belostomatinae deux genres particuliers, Hydrocyrius et Limnogeton, que Schuh et Weirauch ont proposé de placer dans les Horvathiniinae. 

### Fossiles
Plusieurs fossiles de cette sous-famille ont été trouvés. Le plus ancien remonte au début du Jurassique (Hettangien, -201 à -199 millions d'années). Il s'agit d'une aile isolée trouvée en Pologne (†Odrowazicoris polonicus Popov, 1996). D'autres espèces datant du Jurassique ont été trouvées (†Tarsabedus menkei Popov, Dolling, and Whalley, 1994, et †Nettelstedtia breitkreutzi Popov, Rust, and Brauckmann, 2000).
Des fossiles du genre moderne Belostoma apparaissent au Pléistocène supérieur, dans des dépôts d'asphalte de Californie (†Belostoma bakeri Montandon, 1913).

### Liste des genres
Selon BioLib (23 octobre 2022) complété à partir de Schuh et Weirauch (2020) :
Genres existants :
- tribu Belostomatini Leach, 2015
  - genre Abedus Stål, 1862
  - genre Belostoma Latreille, 1807
  - genre Weberiella De Carlo, 1966
- tribu Diplonychini Ribeiro et al., 2018
  - genre Appasus Amyot & Serville, 1843
  - genre Diplonychus Laporte de Castelnau, 1833

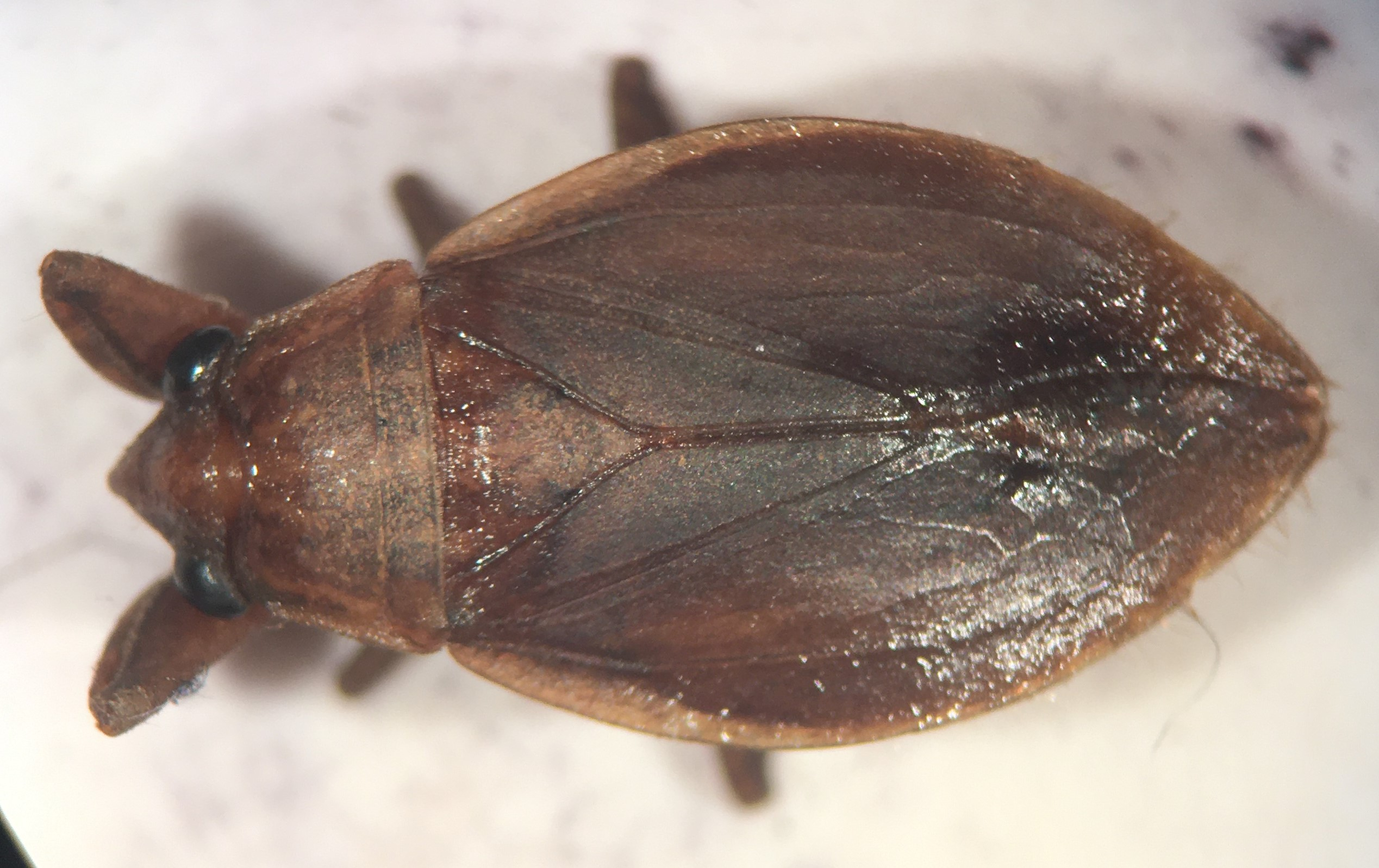
Belostomatini : Abedus immaculatus, Floride.
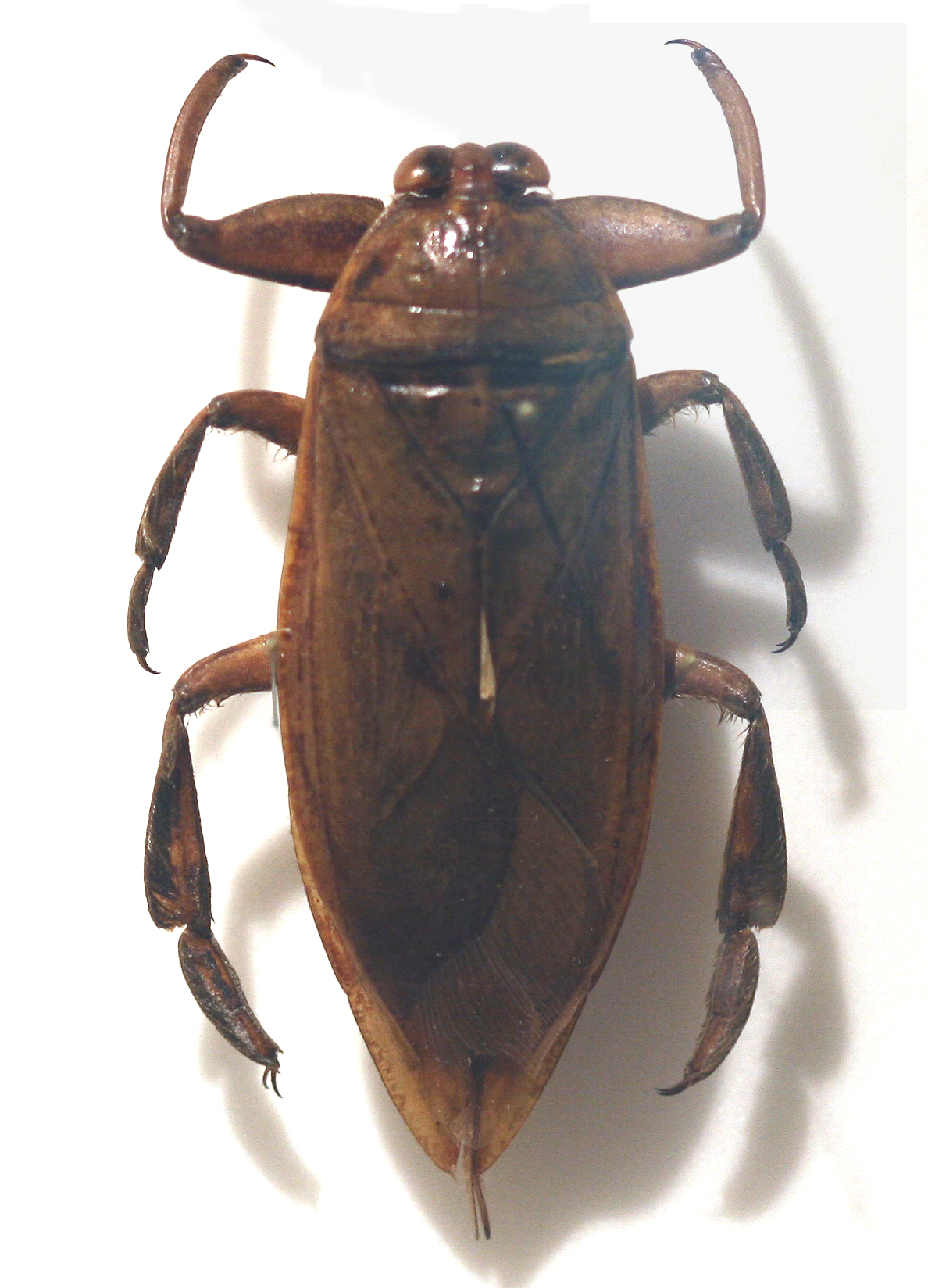
Belostomatini : Belostoma gigantea.
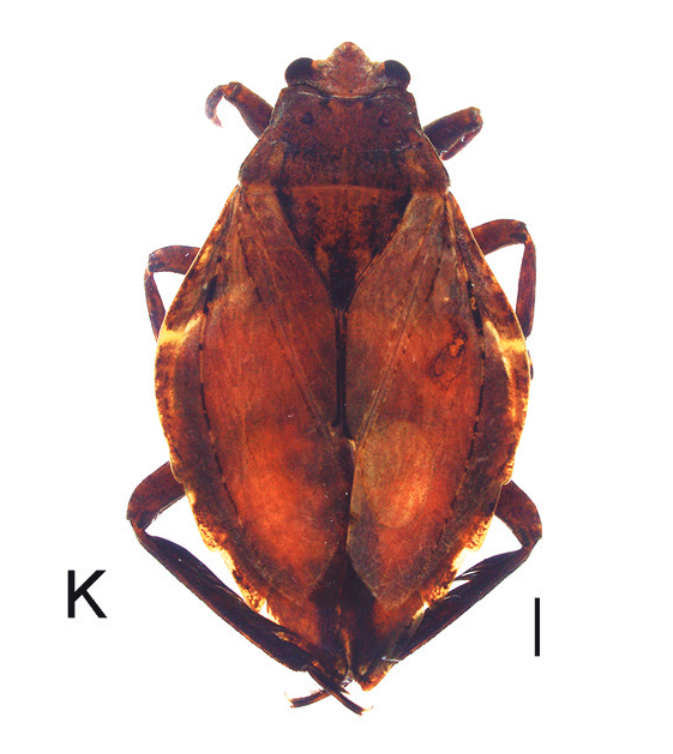
Belostomatini : Weberiella rhomboides, Brésil.
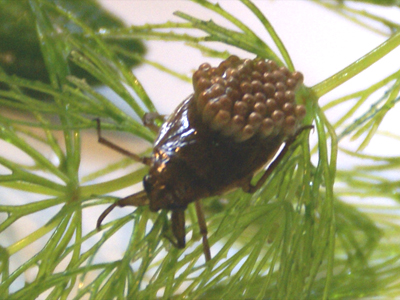
Diplonychini : Appasus japonicus, Japon, mâle avec une ponte sur son dos.
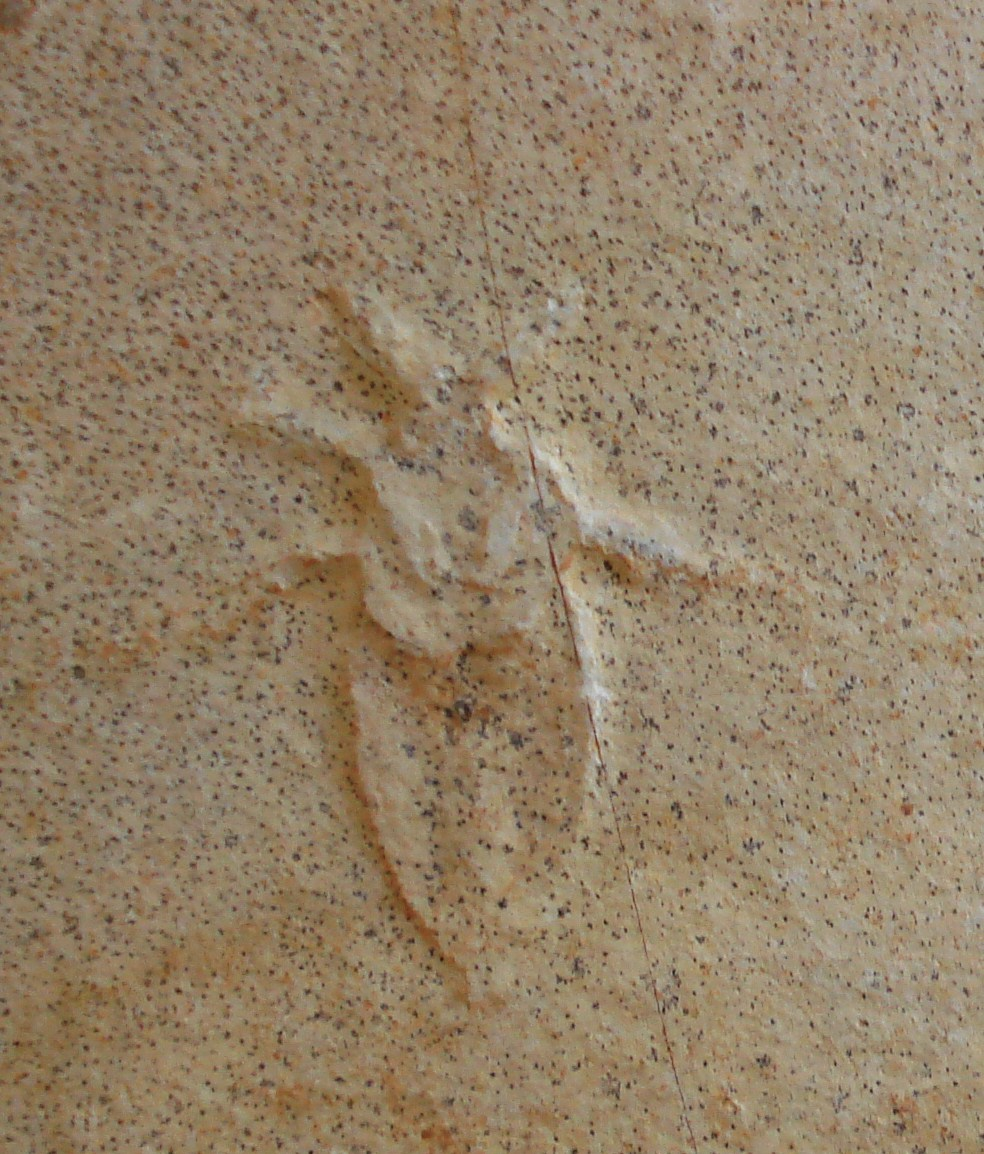
Mesonepa primordialis, un fossile de Belostomatinae du Tithonien (-150 à -145 millions d'années), trouvé en Allemagne.

Genres probablement déplacés dans la sous-famille Horvathiniinae :
- genre Hydrocyrius Spinola, 1850
- genre Limnogeton Mayr, 1853

Genres fossiles au sein des Belostomatinae : 
- genre †Araripebelostomum Nel & Paicheler, 1992
- genre †Lethonectes Popov, Dolling & Whalley, 1994
- genre †Mesonepa Handlirsch, 1906
- genre †Neponymphes Zamboni, 2001
- genre †Nettelstedtia Popov, Rust & Brauckmann, 2000
- genre †Odrowazicoris Popov, 1996
- genre †Propoissonia Nel & Paicheler, 1992
- genre †Sinobelostoma Zhao & Hong, 1989
- genre †Tarsabedus Popov, Dolling & Whalley, 1994